# 串列線路網際網路協定
串列線路網際網路協定（英語：Serial Line Internet Protocol，縮寫為SLIP，又譯為串行线路IP协议），又稱為串列線路介面協定（英語：Serial Line Interface Protocol）、串列協定，一種網際網路協定，用于串行端口和數據機之间的连接，可以建立起廣域網路。在 RFC 1055 中定义，但它不是網際網路的標準協定。在计算机中，SLIP已经广泛的被点到点协议（PPP）所取代，因为PPP有许多更好的特点，并且不需要在连接建立前进行IP地址的配置。但在微控制器中，由于SLIP有非常小的包装头，所以它仍是首选的封装IP包的方式。
SLIP在数据包中增加了一个SLIP尾字符，这就数据包被分割后也能区分。SLIP要求一个8位的端口配置，无奇偶校验和EIA或硬件流控制。SLIP不提供错误检查，这可由高层上的协议来实现。因此，对于一个特定的拨号连接错误，SLIP也不定令人满意。
带有报头压缩的SLIP版本叫做CSLIPSP（压缩串行线IP协议）。
并行线IP协议（PLIP）与SLIP非常类似，但是它通过并行端口可工作在更高的速度上。
SLIP和PLIP都已经在公共网络和家庭网络应用中被其他的点到点协议所取代。如USB，通过它可以在网络不可用的情况下也能传输文件到另一台计算机上。